# 스베틀라호르스크

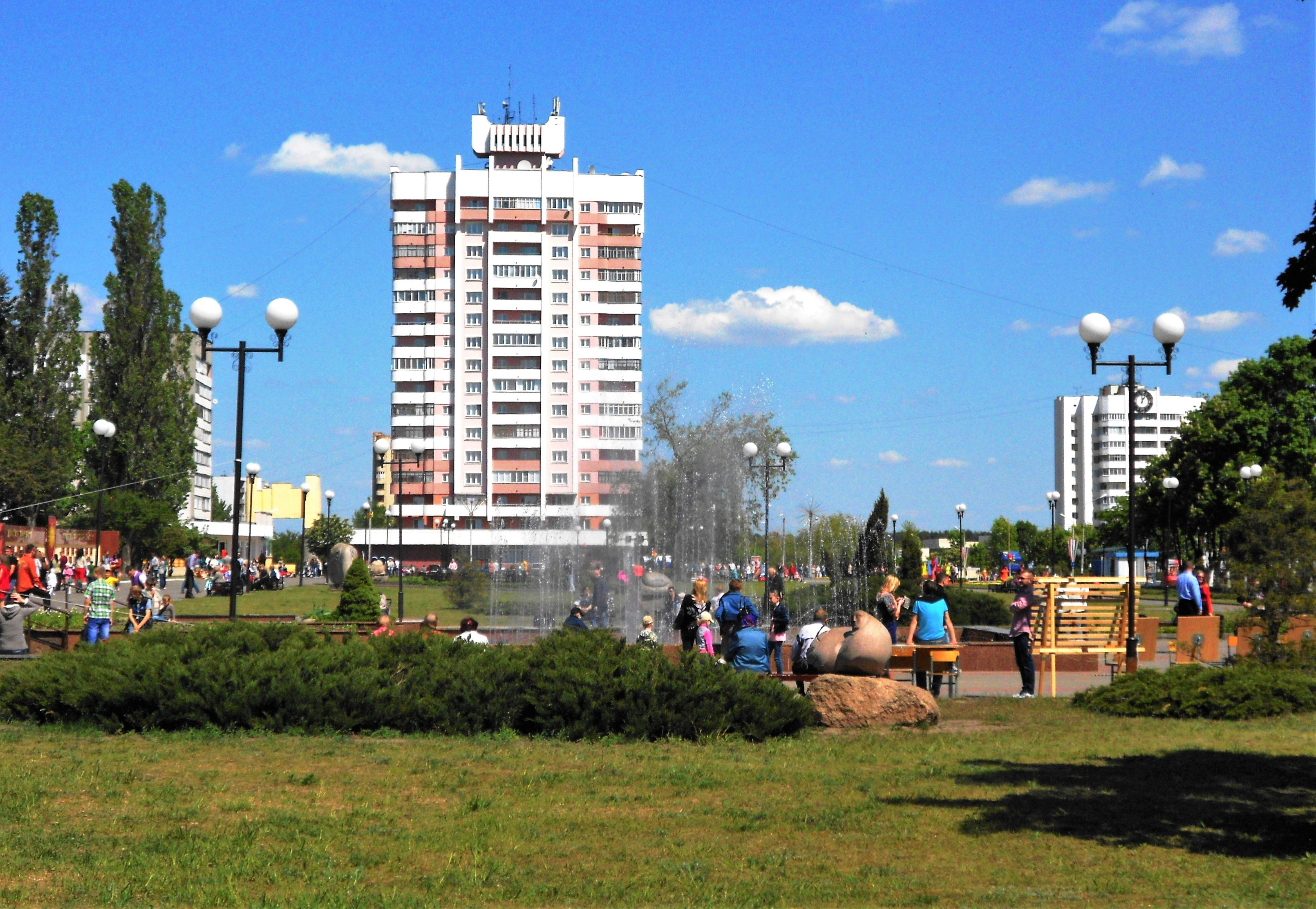
스베틀라호르스크

스베틀라호르스크(벨라루스어: Светлагорск, 러시아어: Светлогорск 스베틀로고르스크[*])는 벨라루스 호멜 주에 위치한 도시로 면적은 25.85km2, 높이는 131m, 인구는 68,593명(2015년 기준), 인구 밀도는 2,796명/km2이다.
1560년 문헌에 처음 등장했으며 1961년까지는 샤칠키(벨라루스어: Шацілкі, 러시아어: Шатилки 샤틸키[*])라고 불렀다. 발전소, 화학 섬유 시설, 철근 콘크리트 산업 시설, 정유 시설, 펄프 산업 시설, 종이 산업 시설, 우유 산업 시설, 버터 공장, 제과점, 산업 대학 등 각종 산업 시설들이 들어서 있다.

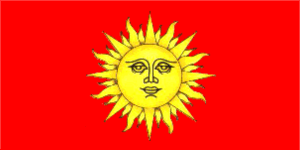
시기
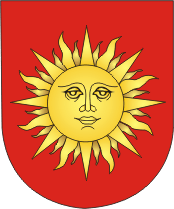
시 문장